# Miles Magister
Miles M.14 Magister – brytyjski samolot szkolny, zaprojektowany i zbudowany w 1936 roku przez inż. F. G. Milesa w wytwórni Philipps and Powis Aricraft Limited

## Historia

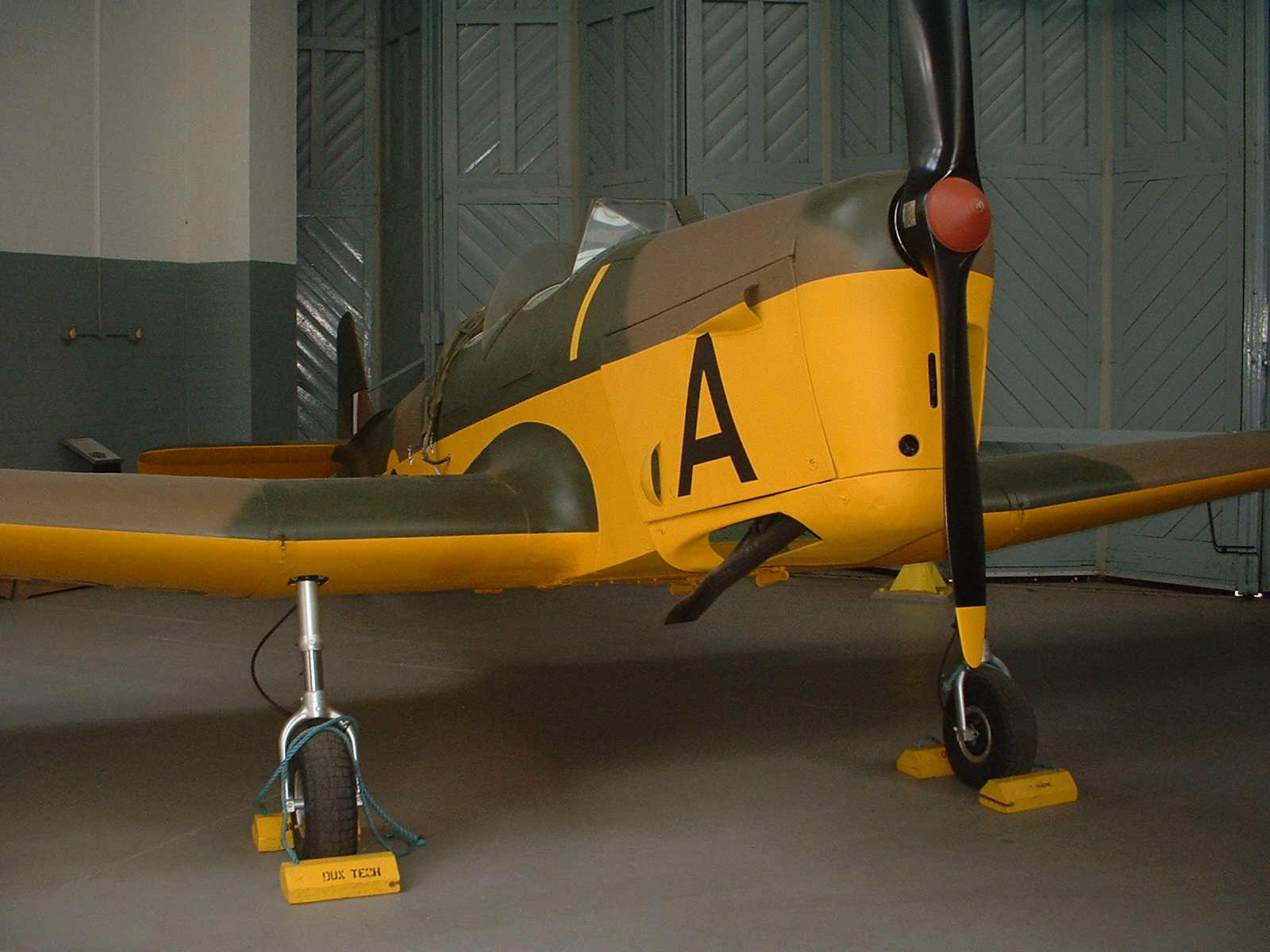
Miles Magister w Imperial War Museum Duxford

W 1936 roku główny konstruktor wytwórni lotniczej Philipps and Powis Aircraft Limited inż. F. G. Miles skonstruował samolot szkolny w nowoczesnym wówczas układzie dolnopłata. Prototyp samolotu został oblatany w drugiej połowie 1936 roku, w czasie prób wykazywał on dobre właściwości pilotażowe, niezłą zwrotność i przydatność do celów szkoleniowych.
Ministerstwo lotnictwa po próbach w locie zatwierdziło ten samolot dla Royal Air Force (RAF) do nauki pilotażu podstawowego i elementarnych figur akrobacji, szczególnie cenny był do szkolenia pilotów myśliwskich mających latać na samolotach Hawker Hurricane i Supermarine Spitfire. Podobny układ dolnopłata pozwalał na szybsze przyswajanie im nawyków do walki w powietrzu.
Pierwsze seryjne samoloty szkolne, które otrzymały nazwę Miles M.14 Magister Mk I, zostały wyprodukowane pod koniec stycznia 1937 roku. Do jego napędu zastosowano silnik rzędowy tłokowy De Havilland Gipsy Major o mocy 130 KM (96 kW) z dwułopatowym śmigłem drewnianym. Cały samolot wykonany był z drewna, a jego pokrycie stanowiła sklejka. W kadłubie mieściły się dwie kabiny jedna za  drugą (przednia ucznia, tylna instruktora). Były odkryte, każda zasłonięta z przodu tylko wiatrochronem, wyposażona w niezbędny zestaw urządzeń sterowniczych i przyrządów pokładowych.
Produkcję seryjna samolotu Miles M.14 Magister Mk I wstrzymano w 1941 roku, a w latach 1937–1941 wyprodukowano łącznie 1299 samolotów tego typu.

## Użycie w lotnictwie
Pierwsze seryjne samoloty Miles M.14 Magister dostarczono do jednostek szkolnych RAF w kwietniu 1937 roku. Były to pierwsze samoloty w układzie dolnopłata wprowadzone do brytyjskich szkół lotniczych.
Otrzymały je przede wszystkim szkoły uczące pilotażu podstawowego, a potem szkoły kształcące instruktorów lotniczych. Zostały również przydzielane do dywizjonów lotniczych, w których stosowane jako samoloty treningowe oraz do lotów dyspozycyjnych. Wykorzystywano je również do ćwiczeń w lotach nocnych.
W Royal Air Force samoloty Miles M.14 Magister stosowano do 1947 roku, po czym zostały wycofane z użycia i zastąpione przez nowocześniejsze samoloty szkolno-treningowe.

### Użycie w lotnictwie polskim
Podczas II wojny światowej na samolotach Miles M.14 Magister szkolili się w Wielkiej Brytanii polscy piloci. Już w październiku 1940 roku na tych samolotach przeszkolono i sprawdzono grupę 30 polskich pilotów.
Samoloty Miles M.14 Magister znajdowały się również na wyposażeniu niektórych polskich dywizjonów, m.in. dywizjonów myśliwskich 302 i 306, dywizjonu bombowego 304, gdzie używano ich do lotów treningowych.
Kilka samolotów Miles M.14 Magister znajdowało się również w dyspozycji polskich oficerów łącznikowych np. przy dowództwie 25 Grupy Lotniczej RAF oraz przy dowództwie 1 Grupy Bombowej RAF.

## Opis konstrukcji
Samolot Miles M.14 Magister Mk I był dwumiejscowym samolotem szkolnym w układzie dolnopłata o konstrukcji drewnianej. Kabiny odkryte. Podwozie klasyczne – stałe. Napęd: 1 silnik rzędowy tłokowy, śmigło drewniane, dwułopatowe.
Samolot nie posiadał uzbrojenia.